# 349 هـ
349 هـ هي سنة في التقويم الهجري امتدت مقابلةً في التقويم الميلادي بين سنتي 960 و961.

## مواليد
- منصور بن عراق - عالم فلك ورياضيات عربي مسلم.

## وفيات
- أحمد بن محمد بن السندي
- أحمد بن محمد بن يحيى القصار
- أبو القاسم أنوجور

- أبو علي النيسابوري